# The Woman in White (musical)
The Woman in White (La donna in bianco) è un musical composto da Andrew Lloyd Webber con testi di David Zippel e libretto di Charlotte Jones, basato sul romanzo omonimo di Wilkie Collins.
La prima assoluta dello spettacolo fu al Palace Theatre nel West End di Londra il 15 settembre 2004 e chiuse il 25 febbraio 2006 dopo 500 repliche. Il cast originale comprendeva Michael Crawford e Maria Friedman nei ruoli principali. La regia era di Trevor Nunn.
Nei 19 mesi che lo spettacolo fu in scena il pubblico e la critica furono divisi, in particolare sulle scene, che furono realizzate con proiezioni elettroniche invece che con gli scenari tradizionali. Alcuni le giudicarono innovative, altri lamentavano che fossero sfocate e mal sincronizzate col palco rotante e il movimento degli attori. Un altro problema fu anche la durata dello spettacolo (3 ore in totale).
Circa un anno dopo la prima dello spettacolo, una nuova versione fu messa in scena con un cast quasi completamente rinnovato e alcuni cambiamenti nelle scene. Le reazioni di critica e pubbliche a questo nuovo allestimento furono migliori, anche se ancora contrastanti.
La produzione americana aprì al Marquis Theatre di Broadway il 17 novembre 2005. Maria Friedman riprese il ruolo che aveva interpretato a Londra insieme a Michael Ball che aveva sostituito Michael Crawford nella produzione inglese. A causa delle frequenti assenze per motivi di salute dei due protagonisti e le critiche negative lo spettacolo chiuse il 19 febbraio 2006 dopo 109 repliche.